# Eleccions al Parlament d'Andalusia de 2000
Les Eleccions al Parlament d'Andalusia de 2000 se celebraren el 12 de març. Amb un cens de 5.918.722 electors, els votants foren 4.066.830 (68,7%) i 1.851.892 les abstencions (31,3%). El PSOE guanyà novament, però sense majoria absoluta, mentre que el PP puja una mica. Aconseguí el nomenament del seu candidat, Manuel Chaves, com a president de la Junta d'Andalusia gràcies a un pacte amb els andalusistes i els verds. El 2001 dos diputats del PA per Cadis (Pedro Pacheco i Ricardo Chamorro) abandonaren el PA per a refundar el Partit Socialista d'Andalusia.
- Els resultats foren:

| ← Eleccions al Parlament d'Andalusia, 2000 → |           |       |        |
| Partit                                       | Vots      | %     | Escons |
| PSOE                                         | 1.790.653 | 44,90 | 52     |
| PP                                           | 1.535.987 | 38,52 | 46     |
| Izquierda Unida-LV                           | 327.435   | 8,21  | 6      |
| PA                                           | 300.356   | 7,53  | 5      |
| Izquierda Andaluza                           | 10.232    | 0,26  |        |
| Nación Andaluza                              | 5.034     | 0,13  |        |
| Partido Humanista                            | 4.389     | 0,11  |        |
| Asamblea Nacional de Andalucía               | 4.380     | 0,11  |        |
| Falange Española                             | 2.754     | 0,07  |        |
| URAL                                         | 1.550     | 0,04  |        |
| AEV                                          | 1.304     | 0,03  |        |
| Partido de Separados y Divorciados           | 1.180     | 0,03  |        |
| Falange Española Independiente               | 1.018     | 0,03  |        |
| Voz del Pueblo Andaluz                       | 732       | 0,02  |        |
| Unión Centrista - CDS                        | 492       | 0,01  |        |
| Unión Nacional                               | 415       | 0,01  |        |

A part, es comptabilitzaren 51.921 (1,3%) vots en blanc.

## Diputats electes
- Manuel Chaves (PSOE)
- Javier Torres Vela (PSOE)
- Gaspar Zarrías (PSOE)
- Teófila Martínez (PP)
- Antonio Ortega (PA)
- Pedro Pacheco (PA)
- Ricardo Chamorro (PA)
- Antonio Romero (IV-LV)